# Markus Gehrlein
Markus Gehrlein (* 26. Juli 1957 in Saarbrücken) ist ein deutscher Jurist. Er ist Honorarprofessor an der Universität Mannheim und war von 2003 bis 2020 Richter am Bundesgerichtshof.

## Werdegang
Markus Gehrlein ist eines von vier Kindern von Gisela Gehrlein, geborene Jochum, und des 1920 geborenen Juristen Wilhelm Gehrlein. Nach Abschluss seiner juristischen Ausbildung trat Gehrlein Anfang August 1985 in den höheren Justizdienst des Landes Baden-Württemberg ein. Nach fünfmonatiger Tätigkeit als Proberichter beim Landgericht Heidelberg wechselte er zum 1. Januar 1986 in den saarländischen Justizdienst. Er war zunächst beim Amtsgericht Saarbrücken und ab Dezember 1986 beim Amtsgericht Saarlouis als Proberichter tätig. Von Januar 1988 bis Mitte Juli 1995 folgten Abordnungen an das Bundesministerium der Justiz sowie als wissenschaftlicher Mitarbeiter an das Bundesverfassungsgericht beim Richter des Bundesverfassungsgerichts Winter und anschließend an den Bundesgerichtshof. Während dieser Zeit wurde er im August 1988 zum Richter am Landgericht Saarbrücken ernannt. Seit seiner Ernennung zum Richter am Oberlandesgericht am 15. Juli 1995 hatte er ein Richteramt beim Saarländischen Oberlandesgericht inne. 1996 promovierte er an der Universität des Saarlandes über das Thema Die Strafbarkeit der Ost-Spione auf dem Prüfstand des Verfassungs- und Völkerrechts. Seit dem 7. Juli 2003 war er Richter am Bundesgerichtshof, bei dem er zunächst dem insbesondere für das Gesellschaftsrecht zuständigen II. Zivilsenat zugewiesen war. Im Jahr 2007 wechselte er in den für das Insolvenzrecht zuständigen IX. Zivilsenat, dem er seither angehörte.
Mit Ablauf des 31. Dezember 2020 ist Gehrlein in den Ruhestand getreten.
Gehrlein ist seit 2005 Honorarprofessor an der Universität Mannheim.

## Veröffentlichungen
- Herausgeber, Mitherausgeber, Alleinautor und Mitautor zahlreicher Fachpublikationen zu zivilrechtlichen und zivilprozessualen Themen, u. a. als Alleinautor:
  - Unternehmensinsolvenz in der Rechtsprechung des BGH, 2. Aufl. 2016, München: C.H. Beck, ISBN 978-3-406-68509-5
  - Grundwissen Arzthaftungsrecht, 3. Aufl. angekündigt für April 2018, München: C.H. Beck, ISBN 978-3-406-71993-6
  - Grundriss der Arzthaftpflicht, 2. Aufl. 2016, München: Vahlen, ISBN 978-3-8006-3363-0
- als Mitherausgeber:
  - Henssler / Gehrlein / Holzinger (Hrsg.): Handbuch der Beraterhaftung, 2017, Köln: Carl Heymanns, ISBN 978-3-452-28582-9
  - Budewig/Gehrlein/Leipold: Der Unfall im Straßenverkehr, 2008, München: C.H. Beck, ISBN 978-3-406-57660-7
  - Gehrlein/Born Simon: GmbHG, 3. Aufl. 2017, Köln: Carl Heymanns, ISBN 978-3-452-28629-1
  - Ahrens/Gehrlein/Ringstmeier: Insolvenzrecht, 3. Aufl. 2017, Luchterhand, ISBN 978-3-472-08669-7
  - Prütting/Gehrlein (Hrsg.): ZPO Kommentar, 9. Aufl. 2017, Luchterhand, ISBN 978-3-472-08998-8 (10. Aufl. 2018 angekündigt)
  - Gehrlein/Witt/Volmer: GmbH-Recht in der Praxis, 3. Aufl. 2015, Deutscher Fachverlag GmbH, ISBN 978-3-8005-1580-6